# Публий Ацилий Атиан
Публий Ацилий Атиан (на латински: Publius Acilius Attianus) е римски конник при император Траян и преториански префект при император Адриан.
Произлиза от фамилията Ацилии от Италика в Испанска Бетика, родното място на Публий Елий Адриан Афер, бащата на Адриан. Афер и Домиция Паулина, майката на Адриан, умират през 85 или 86 г. Атиан става настойник на децата им, Адриан и сестра му Елия Домиция Паулина Млада, под опеката на чичо им император Траян и неговата съпруга Помпея Плотина.
Когато в Селинунт в Сицилия през август 117 г. Траян умира, той е до него и помага на Плотина. Заедно с Плотина и Салонина Матидия той откарва тялото на Траян в Селевкия и след това прахта му в Рим.
Той помага на Адриан при вземането на властта, по-късно изпада обаче в немилост.
През 113 г. той иска смъртта на заточения Маний Лаберий Максим, но император Адриан го оставя жив.